# Alfredo Benavídez Bedoya
Alfredo Benavidez Bedoya (Buenos Aires, 21 de agosto de 1951-Buenos Aires, 30 de abril de 2019) fue un artista plástico argentino, conocido principalmente por sus grabados, aunque también ha producido dibujos, esculturas. Se definió a sí mismo como «profesor de Historia del Arte. Artista gráfico. Dibujante, ceramista, ensayista, poeta, y contribuyente deudor». Ilustró La isla de las voces de Robert Louis Stevenson y una versión del Kama Sutra para Libros del Zorro Rojo.

## Biografía
Nació en Buenos Aires en 1951, desarrolló su actividad artística en el campo del grabado en relieve. 
Su formación se inició estudiando con José Rueda y con Antonio Pujía y fue completada en la Escuela Nacional de Bellas Artes “Prilidiano Pueyrredón”. En 1980 ganó la Beca otorgada por el Instituto Iberoamericano de Cooperación (ICI-España) para realizar estudios de Historia del Arte en la Universidad Complutense de Madrid, y en 1999 la Beca Guggenheim en Arte Gráfico, otorgada por la Fundación J.S. Guggenheim de New York.
En 1992 es designado como director del Instituto de Historia del Arte Argentino y Americano, perteneciente a la entonces Facultad de Bellas Artes de la Universidad Nacional de La Plata.
En el plano académico ha sido director de la Escuela de Bellas Artes “Manuel Belgrano”, rector de la Escuela Superior de Bellas Artes “Ernesto de la Cárcova” y director de posgrado en Artes Visuales del Instituto Universitario Nacional de Arte, y profesor titular de Historia del Arte, en la Facultad de Bellas Artes de la Universidad Nacional de La Plata.
También ha sido jurado en los concursos artísticos más importantes del país y referente para becas y subsidios en distintas instancias académicas y de investigación. En el exterior se ha desempeñado como jurado en la Trienal Internacional de Grabado en Madera- Xylon 13 en la ciudad de Winterthur- Suiza, ha dirigido un Seminario de Arte Gráfico en Montreal, Canadá, y en 2004 ha sido contratado por cuatro Universidades de los EE. UU., para realizar seminarios, conferencias y exposiciones.
Su obra artística figura en importantes colecciones tanto públicas como privadas de nuestro país y del extranjero, y está condensada en cuatro libros acompañados por textos literarios y críticos. Además de estos libros, han sido editados en el Japón, cuatro libros ilustrados por el autor, que recogen leyendas y cuentos populares argentinos. En los EE. UU., dos universidades, la de Nevada y la de Wisconsin, han emprendido con el autor proyectos editoriales, en el primer caso un libro ilustrado por él y escrito por Salman Rushdie y en el segundo, otro del autor de origen canadiense Daniel Grandbois. Ha ilustrado libros para la Editorial El zorro rojo de Barcelona. El primero fue “La isla de las voces” de Robert Louis Stevenson, el segundo el “Kamasutra” y el tercero “El Salvaje” de Horacio Quiroga. También ilustró novela breve “O Gerente” de Carlos Drummond de Andrade publicada por la editorial Record. Creó las Ediciones del Año Verde y participó solo o con otros artistas en los Proyectos de Investigación: “Pompeya Nueva Pompeya”, “Las Meninas bien Mininas” y “El Álbum de las Estampillas” “El misterio de Prilidiano”, ”Los culos de Hopper”, “El museo del Bicho” y otros.
Ha realizado numerosas exposiciones en galerías, museos y centros culturales, siendo muy bien acogido su trabajo por la crítica especializada. La última exposición de carácter retrospectivo se llamó “Mi dormitorio” y fue realizada en el Centro Recoleta en 2011.
Ha obtenido seis premios internacionales y numerosos premios de carácter nacional, entre los que se destacan: el Gran Premio de la Bienal Internacional de Taipéi, tres Premios Sponsor en Japón, el Gran Premio de Honor del Salón Nacional, el Primer Premio del Salón de Santa Fe y el Primer Premio del Salón Municipal Manuel Belgrano. En 2012 ganó el diploma Konex y el premio Konex de Platino en Grabado.
Falleció el 30 de abril de 2019.